# Guillem V de Montpeller
Guilhèm V de Montpeller (en català: Guillem de Montpeller) (1075 – 1121) fou un noble occità, Senyor de Montpeller.

## Orígens familiars
Fill i successor de Guillem IV de Montpeller i d'Ermengarde de Melgueil y Poitou.

## Matrimoni i descendents
- 1. ∞ Ermessenda de Melgor, filla de Pere de Melgor. Fills:
  - Guilhèm VI de Montpeller
  - Guilhèm de Montpeller (senyor d'Aumelàs)
  - Bernar de Montpeller (senyor de Vilanòva)
  - Guilhèma de Montpeller i Melgor, casada amb Bernat IV de Melgor
  - Ermeniarda de Montpeller i Melgor
  - Adelaida de Montpeller i Melgor

## Biografia
Després de la mort del seu pare, la seva mare, Ermengarda, abandonà Montpeller i es casà amb el Senyor d'Andusa. El seu pare havia confiat el tutelatge del jove Guilhèm V de Montpeller a la seva tieta Beliarda i als seus parents més pròxims. El 10 de desembre del 1090, després d'un breu conflicte amb el Bisbe de Magalona, Guilhèm V de Montpeller li acabà per rendir homentage i fou reconegut com a legítim senyor de Montpeller.

### Primera Croada
Després de la crida feta pel Papa Urbà II, Guilhèm V de Montpeller prengué la Creu i s'uní a la Primera Croada sota l'estendard del comte Ramon IV de Tolosa. Lluità al Setge de Ma'arrat al-Numan el 1098 i després del Setge de Jerusalem el 1099, Guilhèm V de Montpeller restà durant un temps a Terra Santa a les ordres de Godfrey de Bouillon, acompanyant-lo a la batalla d'Arsuf.
No retornà a Montpeller fins al 1103, portant amb ell la relíquia de Sant Cleopas. A la seva tornada es trobà que els germans Aimoin, a qui ell havia confiat la governació de la seva senyoria, havien usurpat molts dels drets senyorials, veient-se obligat a reconèixer l'autoritat d'aquells en detriment de la seva a fi de mantenir la seva posició.

### Croada Pisano-catalana
Guilhèm V de Montpeller participà en la croada de Ramon Berenguer III de Barcelona que capturà l'illa de Mayurqa l'any 1114. Després de l'expedició el seu regnat se centrà en l'adquisició dels territoris frontereres: Montarnaud, Cornonsec, Montferrièr, Frontinhan, Aumelàs, Montbasenc, Popian.